# São Gonçalo do Pará
São Gonçalo do Pará este un oraș în Minas Gerais (MG), Brazilia.